# Dunmores Proklamation

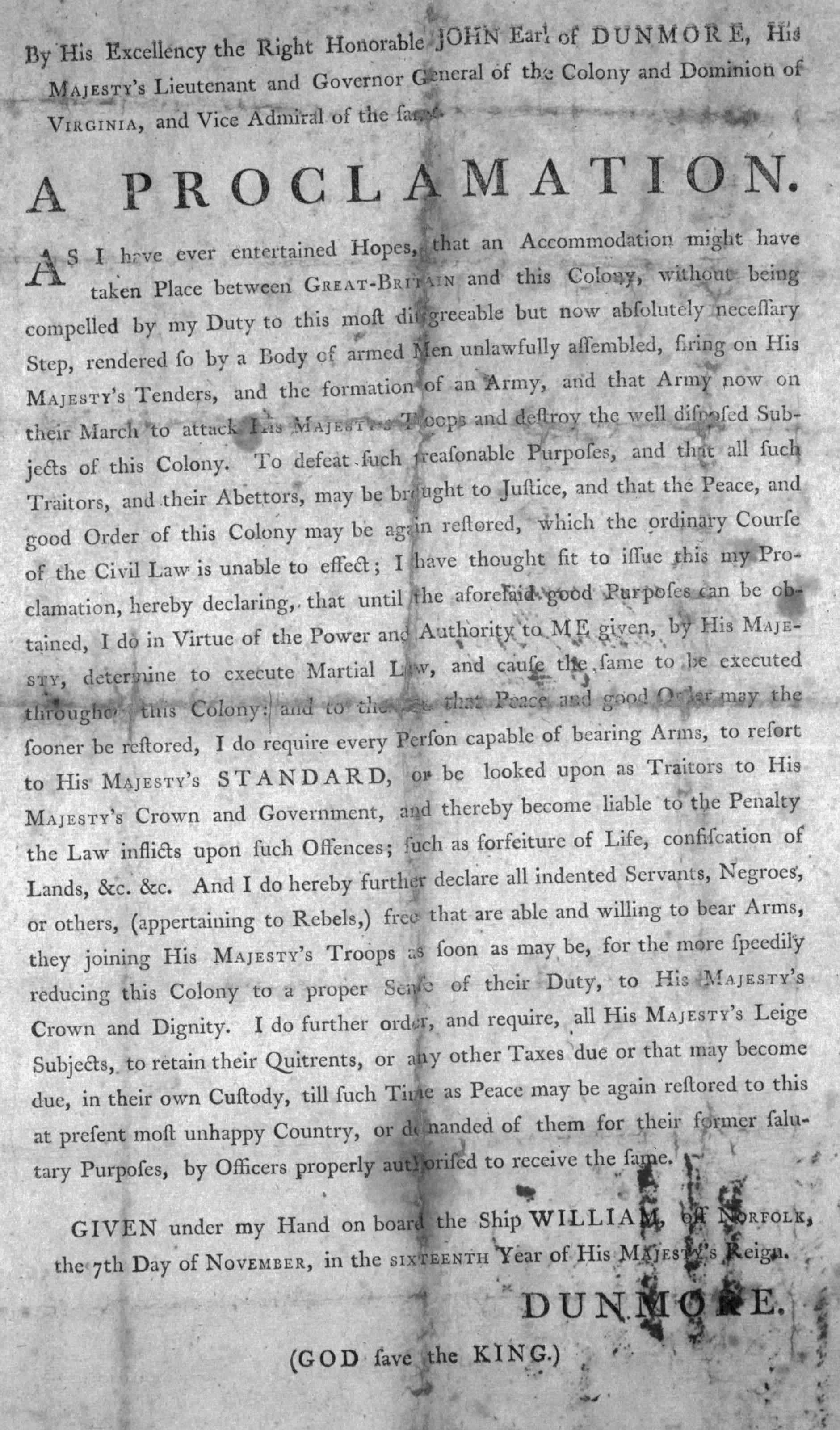
Kopie des Originaldrucks der Proklamation

Dunmores Proklamation ist ein historisches Dokument, das am 7. November 1775 von John Murray, 4. Earl of Dunmore, dem königlichen Gouverneur der britischen Kolonie Virginia, unterzeichnet wurde. Die Proklamation erklärte den Ausnahmezustand und versprach denjenigen im Besitz aufständischer Kolonisten befindlichen Sklaven die Freiheit, die ihren Eigentümern entflohen und sich den königlichen Streitkräften anschlossen, um Schwarze Loyalisten zu werden. Historikern zufolge war die Proklamation allerdings eher aus praktischen und militärischen Gründen veranlasst worden, als dass ihr moralische oder humanitäre Aspekte zu Grunde lagen. Ungeachtet ihrer pragmatischen Zielsetzung bildete sie dennoch einen wichtigen historischen Meilenstein. Mit ihr wurde die freie Willensäußerung versklavter Menschen höherwertiger als die Besitzrechte ihrer Eigentümer eingestuft.
Die offiziell am 15. November verkündete Proklamation veranlasste nach ihrer Veröffentlichung zwischen 800 und 2000 Sklaven sich durch Flucht der Herrschaft ihrer Eigentümer zu entziehen und sich bei den Truppen von Lord Dunmore für den Kriegsdienst zu melden. Die Besitzer dieser entflohenen Sklaven gehörten dabei sowohl der aufständischen, wie auch der treu zur England stehenden loyalistischen Seite an.
Die Proklamation erhitzte auch die Gemüter der sklavenbesitzenden Eliten Virginias (und auch hier erneut die beider politischer Richtungen), für die die Möglichkeit eines Sklavenaufstandes eine große Befürchtung war. Die Proklamation scheiterte letztlich an Dunmores Zielsetzungen und er wurde durch die sich für ihn ungünstig auswirkenden militärischen Entwicklungen im Lauf des Jahres 1776 aus der Kolonie Virginia vertrieben, wobei er etwa 300 ehemalige Sklaven mit sich nahm.
Die vier Jahre später veröffentlichte Philipsburg-Proklamation galt im Gegensatz zu Lord Dunmores Proklamation für alle britischen Kolonien und nicht nur für Virginia. Im Laufe des Krieges gelang zwischen 80.000 und 100.000 Sklaven die Flucht von den amerikanischen Plantagen.

## Hintergrund

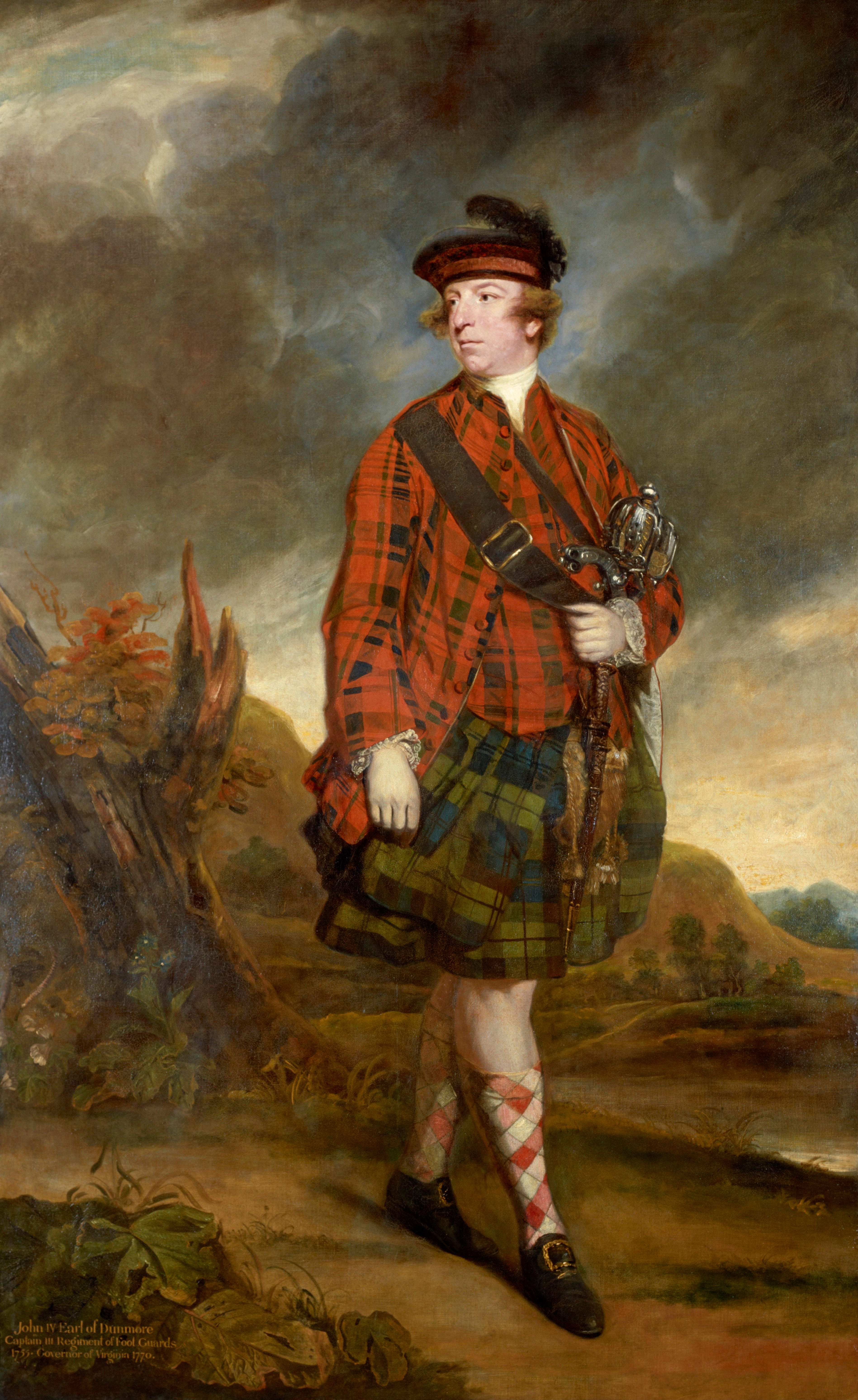
Lord Dunmore

Der als Lord Dunmore in der nordamerikanischen Kolonialgeschichte bekannt gewordene John Murray, 4. Earl of Dunmore entstammte der französischen Linie des schottischen Adelshauses der Stuarts und war von 1771 bis 1775 königlicher Gouverneur der britischen Kolonie Virginia. Während seiner Amtszeit setzte er sich dafür ein, die westlichen Grenzen der Kolonie Virginia über die Appalachen hinaus zu erweitern, obwohl dies den Grenzfestlegungen widersprach, die in der Königlichen Proklamation von 1763 gemacht worden waren. Während des nach ihm benannten Lord Dunmores Krieges besiegte er vor allem das indianische Volk der Shawnee und gewann Land südlich des Ohioflusses, was ihm einiges an Popularität in Virginia einbrachte.
Als sich jedoch infolge der als Amerikanischen Revolution bezeichneten Aufstandsbewegung eine weitreichende Abneigung gegen die britische Krone breit machte, änderte Dunmore seine Haltung gegenüber den Kolonisten: Nun war er frustriert über den Mangel an Respekt, den diese gegenüber der britischen Krone zeigten. Als virginische Delegierte für den Zweiten Kontinentalkongress bestimmt werden sollten, versuchte er durch entsprechende Befehle deren Wahl zu verhindern, wodurch er viel von seiner bis dahin vorhandenen Popularität einbüßte.
Am 21. April 1775 ließ er im sogenannten Schießpulver-Zwischenfall ein koloniales Munitionslager in Williamsburg beschlagnahmen, was zur Bildung eines wütenden Mobs führte. Die rebellierenden Kolonisten argumentierten, dass die von den britischen Behörden beschlagnahmte Munition ihnen gehören würde und nicht der britischen Krone. In dieser Nacht schwor Dunmore wütend: „Ich habe einst für die Virginier gekämpft und, bei Gott, ich werde ihnen zeigen, dass ich auch gegen sie kämpfen kann.“ Dies war eine der ersten Male, in denen Lord Dunmore offen mit der Verhängung des Ausnahmezustandes drohte. Und obwohl er noch keine formellen Beschlüsse gefasst hatte, verbreitete sich die Nachricht über sein Vorhaben in der Kolonie sehr schnell. Nicht lange nach diesem 21. April bot eine Gruppe von Sklaven dem königlichen Gouverneur an, in seinen Dienst zu treten. Doch obwohl er sie wieder fortschickte, blieben die kolonialen Sklavenhalter seinen Absichten gegenüber misstrauisch.
Nachdem die kolonialen Proteste gewalttätig geworden waren, floh Lord Dunmore aus dem Gouverneurspalast in Williamsburg, schiffte sich am 8. Juni 1775 in Yorktown ein und nahm Zuflucht auf der Fregatte HMS Fowey. Danach verstärkte er seine Streitkräfte über mehrere Monate hinweg, indem er durch Plünderungszüge weitere Vorräte aufbrachte, sowie durch an Sklaven gerichtete Einladungen, sich seinen Truppenverbänden anzuschließen.
Als mit dem House of Burgesses die gesetzgebende Körperschaft der Kolonie Virginia entschied, dass Dunmore mit seiner Abreise seinen Rücktritt angezeigt hatte, entwarf er eine formelle Proklamation, die nun nach ihm benannt wurde. Er unterzeichnete sie am 7. November 1775 und eine Woche später wurde sie öffentlich verkündet.

## Dunmores Proklamation
Durch dieses offizielle Dokument rief Lord Dunmore den Ausnahmezustand aus und verurteilte alle aufständischen Kolonisten als Landesverräter, die der Krone gegenüber untreu geworden seien. Außerdem erklärte das Dokument „alle Leibeigenen, Neger oder andere... als frei, die fähig und willens sind, Waffen zu tragen...“. Lord Dunmore erwartete, dass eine mittels dieser Proklamation ausgelöste Revolte mehrere Auswirkungen haben würde: In erster Linie würde diese seine eigenen Streitkräfte stärken, die zu diesem Zeitpunkt lediglich 300 Mann zählten und von Verstärkungen aus dem von britischen Truppen gehaltenen Boston abgeschnitten waren. In zweiter Linie hoffte er darauf, dass eine solche Aktion bei den Kolonisten die Angst vor einem allgemeinen Sklavenaufstand wecken würde. Dadurch erhoffte er sich, dass diese ihre eigene Revolte aufgeben würden.
Vollständiger Wortlaut der Proklamation:

“By His Excellency the Right Honorable JOHN Earl of DUNMORE, His MAJESTY'S Lieutenant and Governor General of the Colony and Dominion of VIRGINIA, and Vice Admiral of the same.
A PROCLAMATION.
As I have ever entertained Hopes that an Accommodation might have taken Place between GREAT-BRITAIN and this colony, without being compelled by my Duty to this most disagreeable but now absolutely necessary Step, rendered so by a Body of armed Men unlawfully assembled, bring on His MAJESTY'S Tenders, and the formation of an Army, and that Army now on their March to attack His MAJESTY'S troops and destroy the well disposed Subjects of this Colony. To defeat such unreasonable Purposes, and that all such Traitors, and their Abetters, may be brought to Justice, and that the Peace, and good Order of this Colony may be again restored, which the ordinary Course of the Civil Law is unable to effect; I have thought fit to issue this my Proclamation, hereby declaring, that until the aforesaid good Purposes can be obtained, I do in Virtue of the Power and Authority to ME given, by His MAJESTY, determine to execute Martial Law, and cause the same to be executed throughout this Colony: and to the end that Peace and good Order may the sooner be restored, I do require every Person capable of bearing Arms, to resort to His MAJESTY'S STANDARD, or be looked upon as Traitors to His MAJESTY'S Crown and Government, and thereby become liable to the Penalty the Law inflicts upon such Offences; such as forfeiture of Life, confiscation of Lands, &c. &c. And I do hereby further declare all indentured Servants, Negroes, or others, (appertaining to Rebels,) free that are able and willing to bear Arms, they joining His MAJESTY'S Troops as soon as may be, for the more speedily reducing this Colony to a proper Sense of their Duty, to His MAJESTY'S Leige Subjects, to retain their Quitrents, or any other Taxes due or that may become due, in their own Custody, till such Time as Peace may be again restored to this at present most unhappy Country, or demanded of them for their former falutary Purposes, by Officers properly authorised to receive the same.
GIVEN under my Hand on board the ship WILLIAM, off NORFOLK, the 7th Day of NOVEMBER, in the SIXTEENTH Year of His MAJESTY'S Reign.”

„Von Seiner Exzellenz, dem ehrenwerten John Earl of Dunmore, Seiner Majestät Generalgouverneur der Kolonie und des Dominions von Virginia, und Vizeadmiral desselben.
EINE PROKLAMATION.
Da ich immer die Hoffnung gehegt habe, dass eine Verständigung zwischen Großbritannien und dieser Kolonie stattfinden könnte, ohne dass ich durch meine Pflicht zu diesem höchst unangenehmen, aber jetzt absolut notwendigen Schritt gezwungen würde, der durch eine unrechtmäßig versammelte Menge bewaffneter Männer veranlasst wurde, die die Truppen Seiner Majestät angreifen und eine Armee aufstellen, und diese Armee, die sich jetzt auf dem Marsch befindet, um die Truppen Seiner Majestät anzugreifen und die wohlgesinnten Untertanen dieser Kolonie zu vernichten. Um solche unvernünftigen Absichten zu vereiteln, und dass alle diese Verräter und ihre Anstifter vor Gericht gebracht werden können, und dass der Frieden und die gute Ordnung dieser Kolonie wieder hergestellt werden kann, die der normale Verlauf des Zivilrechts nicht zu bewirken in der Lage ist, hielt ich es für angebracht, diese meine Proklamation herauszugeben, in der ich hiermit erkläre, dass ich, bis die oben genannten guten Absichten erreicht werden können, kraft der mir von Seiner Majestät verliehenen Macht und Autorität beschließe, den Ausnahmezustand auszurufen und ihn in der gesamten Kolonie umsetzen zu lassen: und damit der Frieden und die gute Ordnung schneller wiederhergestellt werden können, fordere ich jede Person auf, die in der Lage ist, Waffen zu tragen, sich der Standarte Seiner Majestät anzuschließen, oder sie wird als Verräter an der Krone und der Regierung Seiner Majestät angesehen und unterliegt damit den Strafen, die das Gesetz für solche Vergehen vorsieht, wie z. B. der Verwirkung des Lebens, der Beschlagnahmung von Land, usw. &c. Und ich erkläre hiermit weiterhin alle zeitvertragsabhängigen Diener, Neger oder andere (zu den Rebellen gehörende) für frei, die fähig und willens sind, Waffen zu tragen, und die sich den Truppen Seiner Majestät anschließen, sobald dies möglich ist, um diese Kolonie schneller zu einem angemessenen Gefühl ihrer Pflicht gegenüber den Untertanen Seiner Majestät zu bringen, ihre Abgaben oder andere fällige oder fällig werdende Steuern in ihrem eigenen Gewahrsam zu behalten, bis der Frieden in diesem gegenwärtig höchst unglücklichen Land wiederhergestellt ist oder sie für ihre früheren falschen Zwecke von Offizieren eingefordert werden, die ordnungsgemäß befugt sind, diese zu empfangen.
Gegeben unter meiner Hand an Bord des Schiffes William, vor Norfolk, am 7. Tag des November, im sechzehnten Jahr der Herrschaft Seiner Majestät.“

## Reaktion der Kolonisten
Der zweite Virginia-Konvent zeigte sich entrüstet über Lord Dunmores Proklamation und reagierte darauf am 14. Dezember 1775 mit einer unmissverständlichen Erklärung, in der angekündigt wurde, dass alle flüchtigen Sklaven hingerichtet werden würden:

“WHEREAS Lord Dunmore, by his proclamation, dated on board the ship William, off Norfolk, the 7th day of November 1775, hath offered freedom to such able-bodied slaves as are willing to join him, and take up arms, against the good people of this colony, giving thereby encouragement to a general insurrection, which may induce a necessity of inflicting the severest punishments upon those unhappy people, already deluded by his base and insidious arts; and whereas, by an act of the General Assembly now in force in this colony, it is enacted, that all negro or other slaves, conspiring to rebel or make insurrection, shall suffer death, and be excluded all benefit of clergy: We think it proper to declare, that all slaves who have been, or shall be seduced, by his lordship's proclamation, or other arts, to desert their masters' service, and take up arms against the inhabitants of this colony, shall be liable to such punishment as shall hereafter be directed by the General Convention. And to that end all such, who have taken this unlawful and wicked step, may return in safety to their duty, and escape the punishment due to their crimes, we hereby promise pardon to them, they surrendering themselves to Col. William Woodford, or any other commander of our troops, and not appearing in arms after the publication hereof. And we do farther earnestly recommend it to all humane and benevolent persons in this colony to explain and make known this our offer of mercy to those unfortunate people.”

„In der Erwägung, dass Lord Dunmore durch seine Proklamation, datiert an Bord des Schiffes William, vor Norfolk, am 7. November 1775, die Freiheit für solche fähigen Sklaven angeboten hat, die gewillt sind, sich ihm anzuschließen und zu den Waffen gegen die guten Menschen dieser Kolonie zu greifen, und dadurch einem allgemeinen Aufstand Vorschub geleistet hat, der die Notwendigkeit herbeiführen könnte, diesen unglücklichen Menschen, die bereits durch seine niederträchtigen und heimtückischen Künste getäuscht wurden, die schwersten Strafen aufzuerlegen; und in der Erwägung, dass durch ein Gesetz der Generalversammlung, das jetzt in dieser Kolonie in Kraft ist, verordnet wurde, dass alle Neger oder andere Sklaven, die sich verschwören, zu rebellieren oder einen Aufstand zu machen, den Tod erleiden sollen und von allen Leistungen des Klerus ausgeschlossen werden: Wir halten es für angemessen zu erklären, dass alle Sklaven, die durch die Proklamation seiner Lordschaft oder durch andere Künste dazu verleitet wurden oder werden, den Dienst ihrer Herren zu verlassen und zu den Waffen gegen die Bewohner dieser Kolonie zu greifen, mit der Strafe belegt werden sollen, die der Generalkonvent in Zukunft anordnen wird. Und damit all jene, die diesen ungesetzlichen und bösen Schritt unternommen haben, in Sicherheit zu ihrer Pflicht zurückkehren und der Strafe entgehen können, die für ihre Verbrechen fällig ist, versprechen wir ihnen hiermit Begnadigung, wenn sie sich Col. William Woodford oder einem anderen Kommandeur unserer Truppen ergeben und nach der Veröffentlichung dieses Schreibens nicht in Waffen erscheinen. Und wir empfehlen weiterhin allen humanen und wohlwollenden Personen in dieser Kolonie ernsthaft, diesen unglücklichen Menschen unser Gnadenangebot zu erklären und bekannt zu machen.“

Zeitungen wie die Williamsburger Wochenzeitschrift The Virginia Gazette veröffentlichten die Proklamation in ihrem vollen Wortlaut. Zudem wurden Patrouillen organisiert, um nach geflüchteten Sklaven zu fahnden, die den Versuch unternahmen, Lord Dunmores Angebot anzunehmen. Die Gazette kritisierte nicht nur, dass Dunmore nur den Sklaven der Aufständischen die Freiheit anbot, die bereit waren, ihm zu dienen. Sie stellte auch in Frage, ob er sein Wort halten würde, weil er vermeintlich angedeutet hatte, dass er die entkommenen Sklaven auf den Westindischen Inseln verkaufen würde (tatsächlich lässt sich diese Behauptung aus Dunmores Proklamation jedoch nicht herauslesen). Die Zeitung warnte daher die Sklaven: „Lasst euch also nicht … durch die Proklamation dazu verleiten, euch zu selbst zu verderben.“ Da nur sehr wenige Sklaven des Lesens und Schreibens kundig waren, war dies jedoch mehr ein symbolischer Schritt. Außerdem wurde angemerkt, dass es sich bei Dunmore selbst um einen Sklavenhalter handelte.
Am 4. Dezember empfahl der Kontinentalkongress den virginischen Kolonisten, Dunmore „bis zum Äußersten“ Widerstand zu leisten. Am 13. Dezember reagierte der vierte Virginia-Konvent mit einer eigenen Proklamation. In dieser wurde erklärt, dass alle Sklaven, die innerhalb von zehn Tagen zu ihren Herren zurückkehrten, begnadigt würden. Diejenigen aber, die dies nicht taten, würden „ohne Berücksichtigung des benefit of clergy (dem Vorrecht der Geistlichkeit) gehängt“ werden.
Die Schätzungen über die Anzahl der entflohenen Sklaven, die zu Dunmores Truppen gelangen konnten, variieren zwar, sie bewegen sich aber im Allgemeinen zwischen 800 und 2000.
Die entflohenen Sklaven, die Dunmore in den Truppendienst aufnahm, wurden im so genannten Lord Dunmore’s Ethiopian Regiment organisiert. Die einzige nennenswerte militärische Auseinandersetzung, an der Dunmores Regiment teilnahm, war die Schlacht von Great Bridge am 9. Dezember 1775 bei Chesapeake, die mit einer entscheidenden Niederlage der Briten endete. Am Ende erwies sich Lord Dunmores Strategie als erfolglos, da seine Streitkräfte weniger als ein Jahr später durch einen Ausbruch der Pocken dezimiert wurden. Als er mit seinen Truppen schließlich 1776 aus der Kolonie abzog, führte er 300 der ehemaligen Sklaven mit sich.
Im Jahr 1779 erließ dann der britische General Sir Henry Clinton die Philipsburg-Proklamation, die die Freilassung der Sklaven von revoltierenden Sklavenbesitzern im gesamten Aufstandsgebiet ausrief. Dies galt auch für den Fall, dass sich diese nicht bei den britischen Truppen meldeten. Dies führte zu einer deutlich größeren Anzahl von entflohenen Sklaven.
Es wird vermutet, dass im Lauf des gesamten Unabhängigkeitskrieges bis zu 100.000 Sklaven versuchten, von ihren Besitzern zu flüchten und sich den Briten anzuschließen.
Am Ende des Krieges siedelten die Briten etwa 3.000 ehemalige Sklaven in die ihnen treu gebliebene kanadische Kolonie Nova Scotia um. Auch wenn die Zahl der dadurch befreiten Sklaven im Vergleich zur gesamten Sklavenbevölkerung gering war, fanden bis zum amerikanischen Bürgerkrieg durch diese beiden Proklamationen mehr amerikanische Sklaven ihre Freiheit, als durch jede andere Initiative.